# Церова кория
Вижте пояснителната страница за други значения на кория.
Церова кория е село в Северна България. То се намира в община Велико Търново, област Велико Търново.

## География
Намира се в центъра на котловина, разположена между Велико Търново и хребетите на Средна Стара планина. На север от селото се извисява висок баир – Страната, пресечен от прохода Клисурата, който води за Драгижево, Лясковец и за Дунавската равнина. На юг от Церова кория се шири равнина, набраздена от долове, рътлини и обширни дъбрави, разположени край двата бряга на река Веселина и водещи към къпиновския манастир „Св. Николай Мирликийски Чудотворец“ и плаковския манастир „Свети пророк Илия“, а зад тях се извисяват върховете на Балкана, пресечени от горния Еленски проход. От селото се отделя път на запад, който води през Пчелище и Присово за Велико Търново. На изток друг път минава през Капиново и Миндя за Елена.

## История
Географското разположение на селото определя неговото историческо значение от древни времена. То е едно от най-старите селища в котловината. Възниква по време на траките на един километър източно от сегашното село около Радомирското дере. Не е известно какво е било първоначалното му име. От случайните археологически находки като бронзови, глинени, медни, сребърни, златни и керамични предмети, железни оръдия на труда и оръжия – ножове, мечове и други, може да се предполага, че селището е от късния период на желязната епоха.
Селото съществува и през периода на римското владичество, когато се разширява на запад. То обхваща естествена могила, която се издига между Радомирското дере и извора Чучура на площ от 400 – 500 метра в диаметър. В тази местност са разкривани основи на жилища, римски монети, долиуми, глинени тръби за водоснабдяване. Находките подкрепят преданието, че на върха на Радомирската могила е имало римска пътна станция, която е обслужвала римския път от Кабиле (Ямбол), през Твърдишкия проход, горния Еленски проход при Къпиновския манастир през селото към Никополис ад Иструм, който е център на римската провинция Долна Мизия.
Сравнително повече сведения за селото има от годините на Второто българско царство и особено след победата на цар Иван Асен II на 9 март 1230 г. при Клокотница. След тази победа той въздига в Търново църквата „Св. 40 мъченици“ и построява манастир на високия хълм южно от с. Мерданя, който също нарича „Св. 40 мъченици“. В памет на тези велики за България събития и настъпилия мир получават имената си селата Радомира (радост и мир), Драгижево (драг живот) и Мерданя (мир даден). В село Радомира се въздига църквата „Св. Троица“, което се подкрепя от преданията, обичаите и надписите на корниза на сегашната църква „Св. Йоан Предтеча“ в селото. За това говори и съществуващата традиция на християнския празник „Св. Троица“ в местността Радомир да се прави курбан (оброк), който по-късно се е правил на поляната до чешмата Чучура. В края на 14 век турските войски нахлуват в България и през пролетта на 1393 г. султан Баязид с огромна войска обсажда столицата Търново. След тримесечна обсада на 17 юли 1393 г. пада Търново.
Село Радомир е една от крепостите към подстъпите на Търново, охраняваща прохода. Вероятно в селото е имало войска, която, подкрепена от населението, още преди обсадата на Търново оказва героична съпротива на завоевателя. Османците, разярени от дързостта и упоритостта на българското население, се нахвърлят жестоко и разрушават селото, избиват първенците и част от мъжкото население, пленяват и отвеждат в робство жени, деца и мъже, а тези които успяват да избягат, се укриват в Еленския балкан. След преминаване на бурята една част от оцелелите жители на селото се завръщат и възстановяват домовете си. След падането под османска власт Радомир се води под друго име – Черновец. Тъй като селото се намира на кръстопът и в близост до прохода, през който минават турски войски и бирници, които ограбват българското население и безчинстват, то е принудено да напуска домовете си и да търси спасение и укритие в близката церова гора. Там те изсичат част от гората и построяват своите къщи. Чак през 1803 г. в официални документи се споменава името Церова кория или Церово.

### Османско владичество
През Османското робство много от избягалите българи в Еленския и Тревненския Балкан се завръщат в селото. През турско селото е наричано Кадиев чифлик. Според предание кмет на селото през 1640 година е бил Чорбаджи Петко от Цановския род. Мъжът бил силен, работлив и много умен. Имал седем деца четирима синове и три дъщери. Когато е бил кмет, архивата се е помещавала в голямата му къща в центъра на селото. Турците много то уважавали, докато един ден един богат турчин не поискал за жена щерка му Неделя. Петко отказал и турчинът отвлякъл дъщеря му. Минали седмици, синовете на мъжа открили сестра си и убили турчина. Оттогава турците се страхували от този род. От 1760 година в селото започнали да се гледат буби. През 1860 година Стефан Карагьозов отваря фабрика за буби в селото.

### Трета Българска държава
След Освобождението за кмет на общината е избран Михаил Христов Кокошков, за зам.-кмет — Ради Стойнов Радев и за общински съветници — Панайот хаджи Радков, поп Никола Василев, Васил Попов, Михаил Саваков, Михаил Иванов и Радко хаджи Добрев. Основната фигура в политическия живот на селото е хаджи Стоян Панов, който и преди Освобождението е управлявал селото.
Кредитна кооперация „Единство“ е основана през 1924 година. През 1953 г. Всестранна кооперация „Единство“ се слива с всестранна кооперация „Прогрес“ – с. Пчелище, а в началото на 1954 г. се слива с Всестранна кооперация „Обединение“ – с. Капиново под названието Всестранна кооперация – с. Церова кория.

## Население
Численост на населението според преброяванията през годините:
| \| Година на преброяване \| Численост \| \| --------------------- \| --------- \| \| 1934 \| 1292 \| \| 1946 \| 1278 \| \| 1956 \| 1080 \| \| 1965 \| 1030 \| \| 1975 \| 893 \| \| 1985 \| 728 \| \| 1992 \| 785 \| \| 2001 \| 600 \| \| 2011 \| 382 \| \| 2021 \| 416 \| |           |
| Година на преброяване | Численост |
| 1934 | 1292      |
| 1946 | 1278      |
| 1956 | 1080      |
| 1965 | 1030      |
| 1975 | 893       |
| 1985 | 728       |
| 1992 | 785       |
| 2001 | 600       |
| 2011 | 382       |
| 2021 | 416       |

### Етнически състав
Преброяване на населението през 2011 г.
Численост и дял на етническите групи според преброяването на населението през 2011 г.:
|                     | Численост | Дял (в %) |
| Общо                | 382       | 100.00    |
| Българи             | 347       | 90.83     |
| Турци               | 7         | 1.83      |
| Цигани              | 5         | 1.30      |
| Други               |           |           |
| Не се самоопределят |           |           |
| Неотговорили        | 18        | 4.71      |

## Образоване
Първото частно училище е открито през 1784 г. от поп Иван Михов. Първото обществено училище е открито през 1835 г. с пръв учител Михаил поп Иванов.

## Културни и природни забележителности
Църквата на селото – храм „Свети Йоан Предтеча“, след пожар е възстановена през 1835 г.

## Читалище „Развитие“
Селското читалище „Развитие“ е основано през 1883 г.
На територията на селото се намират „Държавна психиатрична болница“ и „Дом за възрастни с умствена изостаналост“. В тези две заведения работи голям процент от трудоспособното население на селото.

## Стопанство

### ОТКЗС „Червения октомври“
Обединено Трудово кооперативно земеделско стопанство „Червения октомври“ – Церова кория е основано през 1959 година в състав: ТКЗС в селата Церова кория, Капиново, Миндя, Пчелище.

## Галерия
- Читалище „Развитие“
- „Дом за възрастни хора с умствена изостаналост“

## Личности
От село Церова Кория са:
- хаджи Стоян Панов (1811 – ?), виден чорбаджия, депутат в Учредителното събрание и във II ВНС;
- Ганю Чолаков (1860 - 1921), прокурор по процеса срещу Васил Друмев, послужил по-късно като един от прототипите на Бай Ганьо в произведенията на Алеко Константинов;
- Иларион Неврокопски (1850 – 1925), български духовник, неврокопски митрополит;
- Иван Церов (1857 – 1938), кмет на Варна;
- Стефан Чаталов (1866 - 1904), подпомага със закупуване на оръжие Илинденско-Преображенското въстание;
- Флавиан Знеполски (1884 – 1956), български духовник, знеполски епископ,
- Никола Цонев (р. 1935), български политик от БКП,